# D. Imman
D. Imman (டீ. இமான், n. 24 de enero de 1983 en Chennai) es un compositor de cine  y cantante de la música de cine indio, con predominio de trabajo en la industria del cine tamil. Hizo sus estudios en la escuela Don Bosco, Egmore, Chennai y luego en la universidad de Pachaiyappa. Su primera película como director musical fue "Thamizhan" en 2001. Desde entonces, ha compuesto temas musicales para más de 25 películas.

## Biografía
Imman nació en Chennai, India. Es  hijo de J. David Kirubakkara Dass, que fue profesor de música. Imman inició su carrera musical a una edad temprana. Sus primeros años los pasó en Chennai y posteriormente asistió a la escuela Don Bosco, Egmore Chennai. Recibió su maestría en la Universidad de Madras. En la primera banda sonora principal de D. Imman, fue para interpretar lpara una  película titulada Thamizhan 2001. Se casó con Monica Richard el 24 de abril de 2008, D. Imman tiene dos hijas, llamadas Verónica Dorothy Imman y Blessica Kathy Imman.

## Discografía

### Próximos proyectos
| Año  | Película                       | Idiomas | Notas               |
| ---- | ------------------------------ | ------- | ------------------- |
| 2014 | Oru Oorla Rendu Raja           |         | Filming             |
| 2014 | Kayal                          |         | Filming             |
| 2014 | Jagajala Pujabala Thenaliraman |         | Filming             |
| 2014 | Romeo Juliet                   |         | Filming             |
| 2014 | Kalukkuray Maaplay             |         | Filming             |
| 2013 | Therodum Veedhiyile            |         | Soundtrack released |
| 2013 | Sigaram Thodu                  |         | Filming             |
| 2013 | Peralai                        |         | Filming             |
| 2013 | Ennathan Pesuvatho             |         | Filming             |

### Proyectos y lanzamientos
| S.No | Año  | Película                        | Idiomas                      | Notas |
| ---- | ---- | ------------------------------- | ---------------------------- | --- |
| 54   | 2014 | Yennamo Yedho                   |                              | |
| 53   | 2014 | Jilla                           |                              | |
| 52   | 2014 | Rummy                           |                              | |
| 51   | 2013 | Pandianadu                      | Palnadu                      | [ 5 ] |
| 50   | 2013 | Varuthapadatha Valibar Sangam   |                              | |
| 49   | 2013 | Desingu Raja                    |                              | |
| 48   | 2012 | Saattai                         |                              | |
| 47   | 2012 | Kumki                           | Gajaraju (Telugu)            | Filmfare Award for Best Music Director Vijay Award for Best Music Director Edison Award for Best Music Directot Nominated - SIIMA Award for Best Music Director |
| 46   | 2012 | Amara                           |                              | |
| 45   | 2012 | Manam Kothi Paravai             |                              | |
| 44   | 2012 | Vetkathai Kettal Enna Tharuvaai |                              | |
| 43   | 2011 | Maharaja                        |                              | |
| 42   | 2011 | Uchithanai Muharnthaal          |                              | |
| 41   | 2011 | Thambikottai                    |                              | |
| 40   | 2011 | Mudhal Idam                     |                              | |
| 39   | 2010 | Mynaa                           | Prema Khaidi (Telugu)        | Nominated - Vijay Award for Best Music Director |
| 38   | 2010 | Vandae Maatharam                | Vandae Maatharam (Malayalam) | Malayalam-Tamil Bilingual. |
| 37   | 2010 | Vaadaa                          |                              | |
| 36   | 2010 | Vilai                           |                              | |
| 35   | 2010 | Ninaivil Nindraval              |                              | Unreleased |
| 34   | 2010 | Kacheri Arambam                 |                              | |
| 33   | 2009 | Maasilamani                     |                              | |
| 32   | 2009 | Naan Avanillai 2                |                              | |
| 31   | 2009 | Ainthaam Padai                  |                              | |
| 30   | 2009 | Odipolama                       | Lechipolama (Telugu)         | |
| 29   | 2008 | Vambu Sandai                    | Lakshmi Putrudu (Telugu)     | |
| 28   | 2008 | Durai                           |                              | |
| 27   | 2007 | Veerappu                        |                              | |
| 26   | 2007 | Marudhamalai                    |                              | |
| 25   | 2007 | Lee                             |                              | |
| 24   | 2007 | Thavam                          |                              | |
| 23   | 2006 | Kalinga                         |                              | |
| 22   | 2006 | Rendu                           | Rendu (Telugu)               | |
| 21   | 2006 | Thiruvilayadal Arambam          |                              | |
| 20   | 2006 | Kusthi                          |                              | |
| 19   | 2006 | Madrasi                         | Sivakasi (Telugu)            | |
| 18   | 2006 | Vathiyar                        | Ayyaa (Telugu)               | |
| 17   | 2006 | Nenjil Jil Jil                  |                              | |
| 16   | 2006 | Thalai Nagaram                  |                              | |
| 15   | 2006 | Kovai Brothers                  |                              | |
| 14   | 2005 | 6'2                             |                              | |
| 13   | 2005 |                                 | Garam Masala (Hindi)         | Background music |
| 12   | 2005 | Thaka Thimi Tha                 |                              | |
| 11   | 2005 | Anbe Vaa                        |                              | |
| 10   | 2005 | Chinna                          |                              | |
| 9    | 2005 | ABCD                            |                              | |
| 8    | 2004 | Aanai                           |                              | |
| 7    | 2004 |                                 | Isra (Malayalam)             | |
| 6    | 2004 | Giri                            |                              | |
| 5    | 2004 |                                 | Kis Kis Ki Kismat (Hindi)    | |
| 4    | 2003 | Whistle                         |                              | |
| 3    | 2003 |                                 | Khwaish (Hindi)              | Background music |
| 2    | 2003 | Sena                            |                              | |
| 1    | 2002 | Thamizhan                       |                              | |
| 0    | 2002 | Kadhale Swasam                  |                              | Unreleased |

## Televisión
- Krishnadasi
- Tharkappu Kalai Theeratha
- Kolangal
- Kalasam
- Sivashakthi
- Vasantham
- Bandham
- Thirumathi Selvam